# Hermelange
Hermelange (Duits:Hermelingen) is een gemeente in het Franse departement Moselle in de regio Grand Est en telt 207 inwoners (2004). De plaats is gelegen in de Boven-Saargau.

## Geschiedenis
In 1790 werd de gemeente ingedeeld bij het departement Meurthe. Bij de Vrede van Frankfurt stond Frankrijk het gebied in 1871 af aan het Duitse Keizerrijk en werd het onderdeel van de Kreis Lörchingen en het Bezirk Lotharingen onder de naam Hermelingen.
Toen na de Eerste Wereldoorlog het gebied weer Frans werd bleven de departementsgrenzen zoals ze waren na 1871 en werd het district opgenomen als het nieuwe departement Moselle.
De in 1871 opgeheven kantons en arrondissementen werden hersteld en Hermelange werd weer onderdeel van het kanton Lorquin en het arrondissement Sarrebourg.
Het arrondissement Sarrebourg fuseerde op 1 januari 2015 met het arrondissement Château-Salins tot het arrondissement Sarrebourg-Château-Salins. Op 22 maart 2015 werd het kanton Lorquin opgeheven en werden de gemeente opgenomen in het kanton Phalsbourg.

## Geografie
De oppervlakte van Hermelange bedraagt 2,6 km², de bevolkingsdichtheid is 79,6 inwoners per km².
De onderstaande kaart toont de ligging van Hermelange met de belangrijkste infrastructuur en aangrenzende gemeenten.

## Demografie
Onderstaande figuur toont het verloop van het inwonertal (bron: INSEE-tellingen).